# لنن
لنن (به فرانسوی: Léning) یک کمون در فرانسه است که در Canton of Albestroff واقع شده‌است.

## خصوصیات
لنن ۶٫۴۹ کیلومترمربع مساحت و ۲۱۰ نفر جمعیت دارد و ۲۲۵ متر بالاتر از سطح دریا واقع شده‌است.